# Gordan Firić
Gordan Firić (Vareš, 1º settembre 1970) è un ex cestista e allenatore di pallacanestro bosniaco, fino al 1992 jugoslavo.

## Carriera

### Giocatore

#### Club
Nella prima parte di carriera giocò con il Bosna, squadra della città di Sarajevo. Complice l'inizio della guerra in Bosnia ed Erzegovina, arrivò al Napoli Basket nell'estate del 1993 ma giocò solo in Coppa Italia, poi nel corso della stagione 1993-1994 scese in campo con i turchi dell'Oyak Renault.
Vista l'impossibilità di poter tornare in Bosnia per via del conflitto bellico, firmò un contratto con l'Auxilium Torino che si apprestava a disputare il campionato di Serie A2 1994-1995. Firić viaggiò a 22,1 punti di media comprendendo i play-off, mentre la società a fine stagione si autoretrocesse in Serie B1 per motivi economici.
Firić continuò a militare nella A2 italiana. Iniziò infatti l'annata 1995-1996 a Modena, parentesi però contrassegnata da un grave infortunio che gli fece giocare solo 4 partite. Ristabilitosi, venne chiamato dalla Pallacanestro Trieste nel gennaio 1997, quando la dirigenza biancorossa ingaggiò lui e Teoman Alibegović a campionato in corso nel tentativo – rivelatosi poi inutile – di restare in Serie A1.
Un anno più tardi, nel gennaio 1998, torna a calcare i parquet della Serie A2 con il passaggio all'Aurora Jesi, che lo poté tesserare con lo status di italiano in virtù della cittadinanza ottenuta a seguito di matrimonio. Chiuse la stagione
con 23,5 punti a partita, miglior giocatore di passaporto italiano per media punti nell'arco di quel torneo, tanto da essere riconfermato con un contratto pluriennale. Nel settembre 1999 saltò l'avvio di stagione per un intervento di pulizia della cartilagine del ginocchio destro, rientrando poco più di due mesi dopo. La squadra arrivò fino alle finali play-off per salire in A1, perse però contro Avellino. Fu l'ultima stagione della sua prima parentesi jesina, durata circa due anni e mezzo. Nell'ultima parte della sua permanenza, tuttavia, subì forti contestazioni da parte del pubblico gialloverde.
Dopo un provino con il Basket Rimini, Firić proseguì la carriera in Grecia con la canotta dell'Aris Salonicco. Nell'agosto 2001 venne ufficializzato dai francesi dell'ASVEL Villeurbanne, con cui però giocò solo una partita di Eurolega (poco meno di 9 minuti contro l'AEK Atene). Infortunatosi, venne tagliato a novembre, poi si unì ai tedeschi del Braunschweig con cui ebbe una lunga militanza di quasi cinque anni. Durante questo periodo ci fu spazio anche per un breve ritorno all'Aurora Jesi nell'aprile 2004, con la società marchigiana che volle cautelarsi per il finale di stagione viste le incerte condizioni fisiche di Brett Blizzard. La squadra di coach Gresta centrò una storica promozione in Serie A, anche se Firić fu utilizzato (dalla panchina) solo in tre partite dei quarti di finale e in una di semifinale, con sette punti totali in queste quattro apparizioni.
Le ultime tappe della sua carriera da giocatore furono in Svizzera, Finlandia, nuovamente Svizzera e infine Bosnia-Erzegovina, eccezion fatta per una parentesi nel campionato italiano di Promozione a 41 anni con i Villanova Tigers di Villa Verucchio.

#### Nazionale
Con la Bosnia ed Erzegovina disputò tre edizioni dei Campionati europei, rispettivamente nel 1993, nel 1997 e nel 1999.

### Allenatore
Nel 2008 intraprese il ruolo di allenatore delle giovanili dei Basket Rimini Crabs, società di proprietà del suo procuratore Luciano Capicchioni. Nel 2014, oltre al ruolo di allenatore delle giovanili, divenne anche assistente allenatore della prima squadra, militante in Serie B, incarico che mantenne per due stagioni. 
Nel luglio 2016 diventò capo allenatore del Basket Riccione in Serie C Silver, ma si dimise a novembre per poi tornare a lavorare con le giovanili dei Crabs fino a quando, nel 2020, la società cessò le proprie attività venendo inglobata da Rinascita Basket Rimini. Continuò a operare nell'area romagnola con le giovanili del Basket Cervia Cesenatico ma, oltre a ciò, nel giugno 2022 venne nominato assistente allenatore della nazionale bosniaca guidata dal CT Adis Bećiragić, che già fu compagno di nazionale di Firić da giocatore.

## Palmarès
- Campione Legadue (2004)
- Miglior giocatore Bosman del campionato tedesco (2003)